# Liste von Zwischenfällen der Französischen Luftstreitkräfte seit 1945
Die Liste von Zwischenfällen der Französischen Luftstreitkräfte seit 1945 zeigt eine Übersicht über Zwischenfälle mit Todesfolge oder Totalschaden von Flugzeugen, die von den Französischen Luftstreitkräfte betrieben wurden und die sich seit 1945 ereignet haben.
Ungeachtet ihrer organisatorischen Selbständigkeit werden hier auch Zwischenfälle der französischen Marineflieger (Aéronavale) sowie der Heeresfliegertruppe (Aviation légère de l’armée de Terre, ALAT) erfasst.
Die Zusammenstellung des Inhalts dieser Liste wurde am 15. Mai 2017 begonnen; sie ist unvollständig. Derzeit liegt der inhaltliche Schwerpunkt noch auf Transportflugzeugtypen. Die Hinzufügung von Zwischenfällen mit weiteren Luftfahrzeugarten ist erwünscht. Hierfür seien z. B. Kampfflugzeuge, Aufklärungsflugzeuge, Verbindungs-, Schul- und Mehrzweckflugzeuge sowie Drehflügler genannt.

## 1945 bis 1949
- Am 21. August 1945 verunglückte eine Martin B-26C Marauder der Französischen Luftstreitkräfte (Luftfahrzeugkennzeichen 277) bei Le Teil (Département Ardèche), nachdem eines der beiden Triebwerke ausgefallen war. Mit der Maschine sollten Soldaten nach Algerien transportiert werden. Alle 20 Insassen wurden dabei getötet, fünf Besatzungsmitglieder und 15 Passagiere.[1]

- Am 19. September 1945 verunglückte eine Martin B-26G Marauder der Französischen Luftstreitkräfte (44-68184) bei Éclaron (Département Haute-Marne). Alle 12 Insassen kamen dabei ums Leben.[2]

- Am 20. Februar 1947 hatten die Piloten einer Douglas DC-3/C-47B-10-DK der Französischen Luftstreitkräfte (FrAF 349048) versucht, bei Nebel auf dem Flughafen Frankfurt (Hessen) zu landen. Als der Treibstoff verbraucht war, stürzte die Maschine 8 Kilometer südöstlich des Flughafens ab. Alle 4 Besatzungsmitglieder wurden getötet.[3]

- Am 9. Juli 1949 stürzte eine Junkers Ju 52/3m der Französischen Marineflieger (FrNav 1036/32 S-1) auf dem Flug nach Dakar bei Zaouit Massa (Marokko) in den Atlantik. Alle 18 Insassen starben.[4]

## 1950er-Jahre
- An einem unbekannten Datum (wahrscheinlich in den 1950er-Jahren) wurde eine Sud-Ouest SO.94R Corse II der französischen Aéronavale (Marineflieger) (Luftfahrzeugkennzeichen FrNav 56.S.17, Werknummer 17) an einem unbekannten Ort in Frankreich irreparabel beschädigt. Bei einer Notlandung brach der Rumpf der Maschine hinter den Tragflächen auseinander. Alle Insassen überlebten.[5][6]

- Am 24. April 1951 stürzte eine aus Colomb-Bechar kommende Amiot AAC.1 (Ju 52) der Französischen Luftstreitkräfte (Kennzeichen unbekannt) nahe Oran (Algerien) ab. Alle 5 Insassen starben.[7]

- Am 12. Juli 1951 verunglückte eine Douglas DC-3/C-47B-35-DK der Französischen Luftstreitkräfte (980/F-RAMM) beim Start vom Flughafen Gao (Mali). Von den 17 Insassen kamen 8 ums Leben, die anderen neun überlebten schwer verletzt.[8]

- Am 2. August (oder 9. August?) 1951 stürzte eine Douglas DC-3/C-47B-20-DK der Französischen Luftstreitkräfte (349667/F-RBFL) kurz nach dem Start vom Flughafen Saigon (Vietnam) ab und wurde zerstört. Alle 6 Insassen kamen ums Leben.[9]

- Am 22. September 1951 wurde eine Douglas DC-3/C-47B-10-DK der Französischen Luftstreitkräfte (349145/F-RBFF) in Französisch-Indochina an einem unbekannten Ort im Bereich des nördlichen Vietnam zerstört.[10]

- Am 1. November 1951 wurde eine Douglas DC-3/C-47B-15-DK der Französischen Luftstreitkräfte (349384/F-RBFR) bei einem Flugunfall an der San Bernardino-Norton Air Force Base (Kalifornien, USA) zerstört. Nähere Einzelheiten sind in der Quelle nicht bekannt.[11]

- Am 23. Oktober 1952 verunglückte eine Sud-Est SE.161 Languedoc der Französischen Luftstreitkräfte (FrAF 86/F-RAPC) bei Bonneuil-sur-Marne (Département Val-de-Marne, Frankreich). Alle 11 Insassen kamen ums Leben.[12]

- Am 17. Februar 1953 stürzte eine Beechcraft C-45 Expeditor der französischen Luftwaffe (F-RAEG) kurz nach dem Start vom Flughafen Berlin-Tegel in den Forst Jungfernheide, als versucht wurde, wegen eines Motorschadens zum Flughafen zurückzukehren. Sie fing Feuer und alle 7 Insassen starben. Zuvor waren bereits zwei Startversuche abgebrochen worden.[13]

- Am 29. Dezember 1953 verschwand eine Nord Noratlas 2501 der Französischen Luftstreitkräfte (FrAF 2/F-SDAC) auf einem Flug von Algerien zum Militärflugplatz Mont-de-Marsan (Département Landes). Eine Woche später, am 5. Januar 1954, wurde das Wrack der Maschine am Pic de Costabonne in den Pyrenäen, an der Grenze zwischen Frankreich und Spanien, gefunden. Alle 10 Insassen wurden getötet.[14]

- Am 25. November 1954 verunglückte eine Nord Noratlas 2501 der Französischen Luftstreitkräfte (FrAF 143) in Vereisungsbedingungen bei Eschau (Département Bas-Rhin, Frankreich). Dabei kamen 2 der 3 Besatzungsmitglieder ums Leben, das dritte und die 7 Passagiere überlebten.[15]

- Am 11. Januar 1956 flog eine Nord Noratlas 2501 der Französischen Luftstreitkräfte (FrAF 71) bei Levacher, 57 Kilometer westsüdwestlich des Startflughafens Blida (Algerien), in den Berg Zaccar. Alle 6 Besatzungsmitglieder wurden getötet.[16]

- Am 25. Januar 1956 kollidierten zwei Nord Noratlas 2501 der Französischen Luftstreitkräfte in der Nähe von Mouzaia, 12 Kilometer westsüdwestlich ihres Startflugplatzes in Blida (Algerien). Bei einer Fallschirmjägerübung schlug der linke Propeller einer der Maschinen in den Heckbereich der anderen ein:
  - Die Noratlas (FrAF 48 und FrAF 70) stürzte ab. Dabei wurden alle 5 Insassen getötet.[17]
  - Die Noratlas FrAF 70 konnte schwer beschädigt gelandet werden. Ein Besatzungsmitglied war vorher abgesprungen und kam dabei ums Leben. Die anderen Insassen überlebten. Allerdings wurde auch dieses Flugzeug irreparabel beschädigt.[18]

- Am 17. März 1956 verunglückte eine Douglas DC-3/C-47 der Französischen Luftstreitkräfte (FrAF xxx) beim Start vom Flughafen Gao (Mali). Alle 8 Insassen kamen ums Leben.[19]

- Am 1. Dezember 1956 verschwand eine Sud-Est SE.161/P7 Languedoc der Französischen Luftstreitkräfte (FrAF 61/F-SSUN) im Mittelmeer südlich von Marseille. Die Maschine war vom Militärflugplatz Istres-Le Tubé (Département Bouches-du-Rhône) gestartet und wurde im Rahmen des Such- und Rettungsdienstes bei der Suche nach einem panamaischen Frachtschiff eingesetzt, dessen Besatzung einen Notruf abgesetzt hatte. Trotz intensiver Suche wurde keine Spur des Flugzeugs gefunden. Alle 10 Besatzungsmitglieder kamen ums Leben.[20]

- Am 26. April 1957 verunglückte eine Nord Noratlas 2501 der Französischen Luftstreitkräfte (FrAF 40) bei der Landung auf dem Flugplatz Melun-Villaroche (Département Seine-et-Marne, Frankreich). Alle 5 Besatzungsmitglieder kamen ums Leben.[21]

- Am 19. Juni 1957 wurde eine Nord Noratlas 2501 der Französischen Luftstreitkräfte (FrAF 68) im Anflug auf den Flughafen von Blida (Algerien) nahe Boulnane bei Nebel in einen Berg geflogen. Bei diesem CFIT (Controlled flight into terrain) wurden alle 6 Besatzungsmitglieder getötet.[22]

- Am 12. August 1957 verunglückte eine Nord Noratlas 2501 der Französischen Luftstreitkräfte (FrAF 82/F-SDDX) in Bizerte (Tunesien). Das Flugzeug kam vom Militärflugplatz Mont-de-Marsan (Département Landes, Frankreich). Alle 11 Insassen kamen ums Leben.[23]

- Am 29. November 1957 stürzte eine Nord Noratlas 2501 der Französischen Luftstreitkräfte (FrAF 26) auf einem Flug nach Tindūf (Algerien) 65 Kilometer südöstlich des Ziels in schlechtem Wetter ab. Alle 9 Insassen, fünf Besatzungsmitglieder und vier Passagiere, wurden getötet.[24]

- Am 18. Juni 1958 kam es mit einer Nord Noratlas 2501 der Französischen Luftstreitkräfte (FrAF 73) auf dem Flughafen von Blida (Algerien) zu einer Bruchlandung. Das Flugzeug war zuvor mit etlichen Störchen kollidiert. Die Maschine wurde irreparabel beschädigt. Über Personenschäden liegen keine Informationen vor.[25]

- Am 19. September 1958 kollidierte eine Lockheed C-130A Hercules der US Air Force (56-0526) mit einer Dassault Mystère IV der Französischen Luftstreitkräfte (65) nahe Triel-sur-Seine (Frankreich) Alle 6 Insassen sowie der Pilot der Mystère kamen ums Leben.[26]

## 1960er-Jahre
- Am 15. Januar 1960 stürzte eine Nord Noratlas 2501 der Französischen Luftstreitkräfte (Luftfahrzeugkennzeichen FrAF 102) in Vereisungsbedingungen 12 Kilometer südlich des Flughafens Ghardaïa (Algerien) ab. Alle 5 Besatzungsmitglieder kamen ums Leben.[27]

- Am 16. September 1960 wurde eine Nord Noratlas 2501 der Französischen Luftstreitkräfte (FrAF 22) bei einer Nachtflugübung nordwestlich von Batna (Algerien) ins Gelände geflogen. Die Piloten sanken unter die Abdeckung des Radars und versuchten, einem Nachtjäger des Typs Gloster Meteor zu entgehen. Bei diesem CFIT (Controlled flight into terrain) wurden alle 11 Insassen getötet.[28]

- Am 7. April 1961 verunglückte eine aus Algier kommende Breguet 761S der Französischen Luftstreitkräfte (FrAF 1/F-RAPA) bei der Landung auf dem Flughafen von Reggane (Algerien). In einem Sandsturm mit Windböen von 30 bis 35 Knoten geriet das Flugzeug nach links von der Landebahn 25 ab, wobei das linke Hauptfahrwerk zusammenbrach. Die Maschine wurde irreparabel beschädigt und vor Ort zerlegt, um Ersatzteile für die verbliebenen Breguet 761 zu gewinnen. Alle Insassen überlebten.[29][30]

- Am 19. Juni 1961 wurde eine Nord Noratlas 2501 der Französischen Luftstreitkräfte (FrAF 67) auf dem Flughafen von Bizerte (Tunesien) durch Mörserbeschuß zerstört. Über Personenschäden ist nichts bekannt.[31]

- Am 23. Januar 1962 wurde eine Sud-Ouest SO.95M Corse III der französischen Aéronavale (Marineflieger) (FrNav 2.S.15, Werknummer 15) an einem unbekannten Ort in Frankreich irreparabel beschädigt. Nachdem das rechte Triebwerk in Brand geraten war, wurde eine Notlandung durchgeführt. Alle Insassen überlebten.[32]

- Am 20. März 1962 verunglückte eine Nord Noratlas 2501 der Französischen Luftstreitkräfte (FrAF 204) 80 Kilometer südöstlich von Algier. Die Maschine war auf dem Weg von Ain Beida in Ouargla zum Flughafen Algier. Alle 11 Insassen, die fünf Besatzungsmitglieder und 6 Passagiere, kamen ums Leben.[33]

- Am 23. Mai 1962 wurde eine Nord Noratlas 2501 der Französischen Luftstreitkräfte (FrAF 62) auf dem Flughafen Algier (Algerien) bei einem Angriff zerstört. Über Personenschäden liegen keine Informationen vor.[34]

- Am 15. Februar 1963 wurde eine Nord Noratlas 2501 der Französischen Luftstreitkräfte (FrAF 48) auf dem Flughafen Fort-Lamy (heute: N’Djamena, Tschad) durch ein beim Betanken ausgebrochenes Feuer zerstört. Personen kamen nicht zu Schaden.[35]

- Am 21. August 1963 stürzte ein Düsenjäger des Typs North American F-100D Super Sabre der Französischen Luftstreitkräfte (FrAF 42243) bei Grafenhausen (Baden-Württemberg) aus unbekannter Ursache ab. Der Pilot konnte sich mit dem Schleudersitz retten.[36][37]

- Am 21. April 1964 verunglückte eine Nord Noratlas 2501 der Französischen Luftstreitkräfte (FrAF 178) beim Start auf dem Flugplatz Bouar in der Zentralafrikanischen Republik. Die Maschine wurde durch eine Windbö erfasst und irreparabel beschädigt. Dabei kamen 18 der 37 Insassen ums Leben.[38]

- Am 29. April 1964 wurde eine Nord Noratlas 2501 der Französischen Luftstreitkräfte (FrAF 35) bei einer im Tiefflug durchgeführten Navigationsübung in den Berg Pic de Jouels geflogen, 16 Kilometer westlich von Foix (Département Ariège, Frankreich). Bei diesem CFIT (Controlled flight into terrain) wurden alle 5 Besatzungsmitglieder getötet.[39]

- Am 3. Mai 1965 verunglückte eine Nord Noratlas 2501 der Französischen Luftstreitkräfte (FrAF 190/F-RABV) nahe Blond (Haute-Vienne) (Frankreich) ab. Alle 5 Besatzungsmitglieder kamen ums Leben.[40]

- Am 15. Juni 1965 wurde eine Nord Noratlas 2501 der Französischen Luftstreitkräfte (FrAF 152) an einem unbekannten Ort in Frankreich irreparabel beschädigt. Über Personenschäden ist nichts bekannt.[41]

- Am 2. November 1965 verunglückte eine Douglas DC-3/C-47B-1-DL der Französischen Luftstreitkräfte (FrAF 316410/F-SCJA) im Anflug auf den Flughafen Obock (Dschibuti). Alle 30 Insassen, fünf Besatzungsmitglieder und 25 Passagiere, kamen ums Leben.[42]

- Am 7. Dezember 1966 stürzte eine Nord Noratlas 2501 der Französischen Luftstreitkräfte (FrAF 59/F-RBHI) unter Vereisungsbedingungen im Département Ariège (Frankreich) ab. Alle 4 Besatzungsmitglieder kamen ums Leben.[43]

- Am 14. November 1967 stürzte eine Nord Noratlas 2501 der Französischen Luftstreitkräfte (FrAF 74) im Nationalpark Niokolo-Koba (Senegal) ab. Die Maschine war auf dem Flug vom Flughafen Dakar-Yoff zum Flugplatz Kédougou im äußersten Südosten des Senegal. Alle 9 Insassen kamen ums Leben.[44]

- Am 8. März 1968 (GMT) flog eine Douglas DC-6B der Armée de l’air (FrAF 43748) kurz nach ihrem Nachtstart vom Flughafen Réunion in einen Hügel, wobei 16 der 17 Insassen starben. Die Piloten waren nach dem Start nicht wie im Abflugverfahren vorgeschrieben Richtung Meer abgedreht, sondern geradeaus geflogen.[45]

- Am 14. Mai 1969 brannte eine Breguet 763 der Französischen Luftstreitkräfte (FrAF 303/82-PN) auf dem Flughafen Tahiti-Faaa (Französisch-Polynesien) aus. Ursache war das versehentliche Abfeuern von Signalpistolen. Das Flugzeug wurde irreparabel beschädigt. Der verbliebene Teil des Rumpfes wurde dem Flughafen zu Ausbildungszwecken überlassen. Personen kamen nicht zu Schaden.[46]

- Am 18. Mai 1969, nur vier Tage später, brannte eine Douglas DC-6A/C der Französischen Luftstreitkräfte (FrAF 45481/82PX) ebenfalls auf dem Flughafen Tahiti-Faaa (Französisch-Polynesien) aus. Personen kamen nicht zu Schaden.[47]

## 1970er-Jahre
- Am 21. Januar 1971 wurde eine Nord 262A-34 der Französischen Luftstreitkräfte (Luftfahrzeugkennzeichen FrAF 44/F-RBOA) in den Berg Suc de Pradou geflogen, knapp 3 Kilometer südlich von Mézilhac (Département Ardèche, Frankreich). Die Piloten waren angewiesen worden, Flugfläche (FL) 80 (etwa 2400 Meter) einzuhalten, flogen jedoch auf FL 50 (etwa 1500 Meter). Bei diesem CFIT (Controlled flight into terrain) wurden alle 21 Insassen, vier Besatzungsmitglieder und 17 Passagiere getötet, darunter sieben der führenden Atomexperten Frankreichs.[48]

- Am 30. Juli 1971 stürzte eine Nord Noratlas 2501 der Französischen Luftstreitkräfte (FrAF 49/F-RABB) in der Nähe des Startflughafens Pau-Uzein (Département Pyrénées-Atlantiques, Frankreich) ab. Ursache war ein Feuer an Bord, ausgelöst durch ein elektrisches Problem. Von den 39 Insassen kamen 37 ums Leben, alle drei Besatzungsmitglieder und 34 Passagiere. Zwei der Passagiere konnten noch mit dem Fallschirm abspringen. Dies war der schwerste Unfall einer Noratlas, bezogen auf die Anzahl der Todesopfer.[49]

- Am 19. Oktober 1971 stürzte eine Nord Noratlas 2501 der Französischen Luftstreitkräfte (FrAF 69) in der Nähe von Épernay (Département Marne, Frankreich) ab, nachdem sich eine Gummimatte der Enteisungsanlage an einer Tragfläche gelöst hatte. Dies führte zum Strömungsabriss, Kontrollverlust und Absturz. Alle 6 Besatzungsmitglieder kamen ums Leben.[50]

- Am 6. September 1974 verunglückte eine Nord Noratlas 2501 der Französischen Luftstreitkräfte (FrAF 143) auf einem Flug über Korsika nahe Petreto-Bicchisano (Département Corse-du-Sud, Frankreich). Alle 4 Insassen kamen ums Leben.[51]

- Am 25. November 1977 verunglückte eine Nord Noratlas 2501 der Französischen Luftstreitkräfte (FrAF 182/F-RABR) in einer Bergregion bei Béziers (Département Hérault, Frankreich). Auf dem Nachtflug in schlechtem Wetter hatte es Probleme mit dem Autopilot gegeben. Alle 32 Insassen, vier Besatzungsmitglieder und 28 Passagiere, kamen ums Leben.[52]

- Am 17. Januar 1979 verunglückte eine Nord 262A-29 der französischen Aéronavale (Marineflieger) (FrNav 85) beim Start vom Flughafen Cherbourg-Maupertus (Département Manche, Frankreich). Das Flugzeug wurde irreparabel beschädigt. Alle Insassen überlebten.[53]

- Am 3. Oktober 1979 wurde eine Nord Noratlas 2501 der Französischen Luftstreitkräfte (FrAF 181/F-RBKT) in Royan (Département Charente-Maritime, Frankreich) irreparabel beschädigt. Über Personenschäden liegen keine Informationen vor.[54]

## 1980er-Jahre
- Am 3. Februar 1982 wurde eine Nord Noratlas 2501 der Französischen Luftstreitkräfte (Luftfahrzeugkennzeichen FrAF 140) in den Berg Garbi (Dschibuti) geflogen. Als Hauptursache wurde eine falsche Einstellung der Höhenmesser ermittelt. Bei diesem CFIT (Controlled flight into terrain) wurden alle 36 Insassen getötet, davon 29 Angehörige der Fremdenlegion.[55] Es war der zweitschwerste Unfall einer Noratlas, gemessen an der Zahl der Todesopfer.[56]

- Am 27. Juni 1983 kollidierte eine Mirage IIIR der Französischen Luftstreitkräfte (342/33-CR) zwischen Assmannshardt und Birkenhard bei Biberach an der Riß mit einem Privatflugzeug des Typs Partenavia P.68 (D-GFPH). Beim Absturz starben die 3 Insassen beider Flugzeuge und am Boden 4 Bewohner eines Hauses, in das die Mirage stürzte.[57][58]

- Am 23. November 1984 kollidierte eine Transall C-160NG der Französischen Luftstreitkräfte (FrAF 209/64-GI) mit einer Transall C-160F (FrAF 156/61-ZV) in der Nähe von Castres. Beide Maschinen waren auf dem Militärflugplatz Toulouse-Francazal gestartet. Beim Absturz der beiden Flugzeuge kamen alle 13 Besatzungsangehörigen ums Leben, vier in der C-160NG und neun in der C-160F.[59][60]

- Am 18. Mai 1986 flog ein Seeaufklärer des Typs Breguet Atlantic der französischen Marineflieger 40 km nördlich von Djibouti in die Flanke des knapp 1700 m hohen Bergs Montagne du Day. Keiner der 19 Insassen überlebte den Unfall.[61]

## 1990er-Jahre
- Am 6. April 1995 flog eine Transall C-160NG der Französischen Luftstreitkräfte (Luftfahrzeugkennzeichen FrAF 64-GV) nach dem Start vom Flughafen Calvi auf Korsika in rund 1000 Meter Höhe in baumbewachsenes, steil ansteigendes Gelände am Col de Marsolino. Alle sechs Besatzungsmitglieder überlebten.[62]

- Am 25. Dezember 1999 wurde eine Nord 262D-51 Frégate der Französischen Luftstreitkräfte (FrAF 78/F-RBAF), die auf dem Militärflugplatz Villacoublay (Département Yvelines, Frankreich) geparkt war, durch einen Sturm irreparabel beschädigt. Personen kamen nicht zu Schaden.[63]

## 2000er-Jahre
- Am 17. Dezember 2003 flog eine CASA CN-235 der Französischen Luftstreitkräfte (Luftfahrzeugkennzeichen F-RAIA) in ansteigendes Gelände nahe Vicdessos (Département Ariège). Alle 7 Menschen an Bord starben.[64]

- Am 6. Mai 2004 kam es bei einer Transall C-160R der Französischen Luftstreitkräfte (FrAF 209/61-ZR) auf dem Flughafen Martinique (Kleine Antillen) zu einem Brand im linken Treibstofftank, als die Maschine nach dem Anlassen gerade in Richtung Startbahn losgerollt war. Das Feuer war durch einen Kurzschluss eines im Tank verlegten Kabels entstanden, welches schon sehr alt war und dessen Verwendung vom Flugzeughersteller trotz bekannter Bedenken zugelassen war. Das Flugzeug wurde irreparabel beschädigt. Alle acht Insassen, drei Piloten und fünf Mechaniker, überlebten den Totalschaden.[65]

- Am 6. Mai 2007 kollidierte eine als Verbindungsflugzeug im Auftrag der UNO eingesetzte DHC-6 Twin Otter der Französischen Luftstreitkräfte nahe El Thamad (Sinai-Halbinsel), Ägypten bei einer Notlandung auf einer Landstraße mit einem Lkw. Alle 9 Insassen wurden getötet.[66]

## 2010er-Jahre
- Am 9. Januar 2019 verunglückte ein Jagdbomber des Typs Mirage 2000D der Französischen Luftstreitkräfte (Luftfahrzeugkennzeichen 667/3-JZ) bei schlechtem Wetter im Instrumentenflug in geringer Höhe bei dem Dorf Mignovillard (Département Doubs) im französischen Jura nahe der Schweizer Grenze ab. Das Flugzeug war auf dem Militärflugplatz Nancy-Ochey gestartet. Beide Besatzungsmitglieder, der 30-jährige Pilot und der 29-jährige Navigator, kamen ums Leben. Der Bericht der Untersuchungsbehörde BEA vom Dezember 2019 nannte als wahrscheinlichste Unfallursache eine Desorientierung der Besatzung. Der Bericht bemängelte die unzureichende Erfahrung der Besatzung für den Trainingsflug und allgemein den mangelhaften Ausbildungsstand des fliegenden Personals ihrer Staffel. Er sei auf zu starke Belastung der Soldaten durch Auslandseinsätze und auf einen Mangel an Flugzeugen zurückzuführen.[67][68][69]

## Ab 2020
- Am 15. April 2020 verunglückte ein Hubschrauber des Typs Aérospatiale AS 332M1e Cougar NG der französischen Heeresfliegertruppe (ALAT) (Luftfahrzeugkennzeichen 2336) auf einem Übungsflug nahe Bouilh-Devant (Département Hautes-Pyrénées) und fing Feuer. Von den 7 Insassen kamen 2 ums Leben.[70]

- Am 25. März 2025 um 15:35 Uhr kollidierten zwei Alpha Jets E der Patrouille de France bei einem Übungsflug der Kunstflugstaffel in der Nähe der Luftwaffenbasis Saint-Dizier-Robinson (LFSI). Die zwei Piloten sowie ein dritter Pilot, der auf dem Rücksitz eines Alpha Jets saß, konnten sich mit dem Schleudersitz retten. Beide involvierten Flugzeuge stürzten ab, eines in einen Betonsilo, eines in ein sumpfiges Gebiet hinter der Betonfabrik, und wurden zerstört.[71]